# Derek Boateng
Pour les articles homonymes, voir Boateng.
Derek Boateng, né le 2 mai 1983 à Accra, est un footballeur international ghanéen. Il joue au poste de milieu défensif avec l'équipe du Ghana et le OFI Crète.

## Carrière

### En équipe nationale
Derek Boateng a participé à la Coupe du monde des moins de 17 ans en 1999 en Nouvelle-Zélande où le Ghana fut battu aux tirs au but par le Brésil en demi-finale et termina à la troisième place.
Il participe à la coupe du monde 2006 avec l'équipe du Ghana.

## Palmarès

### En club
- AIK Solna
  - Vainqueur du Championnat de 2e division de Suède : 2005
- Betar Jerusalem
  - Vainqueur du Championnat d'Israël (2) : 2007, 2008
  - Vainqueur de la Coupe d'Israël : 2008

### En sélection
- Ghana
  - Finaliste de la Coupe du monde des moins de 20 ans : 2001
  - Troisième de la Coupe du monde des moins de 17 ans : 1999